# Achsiedlung

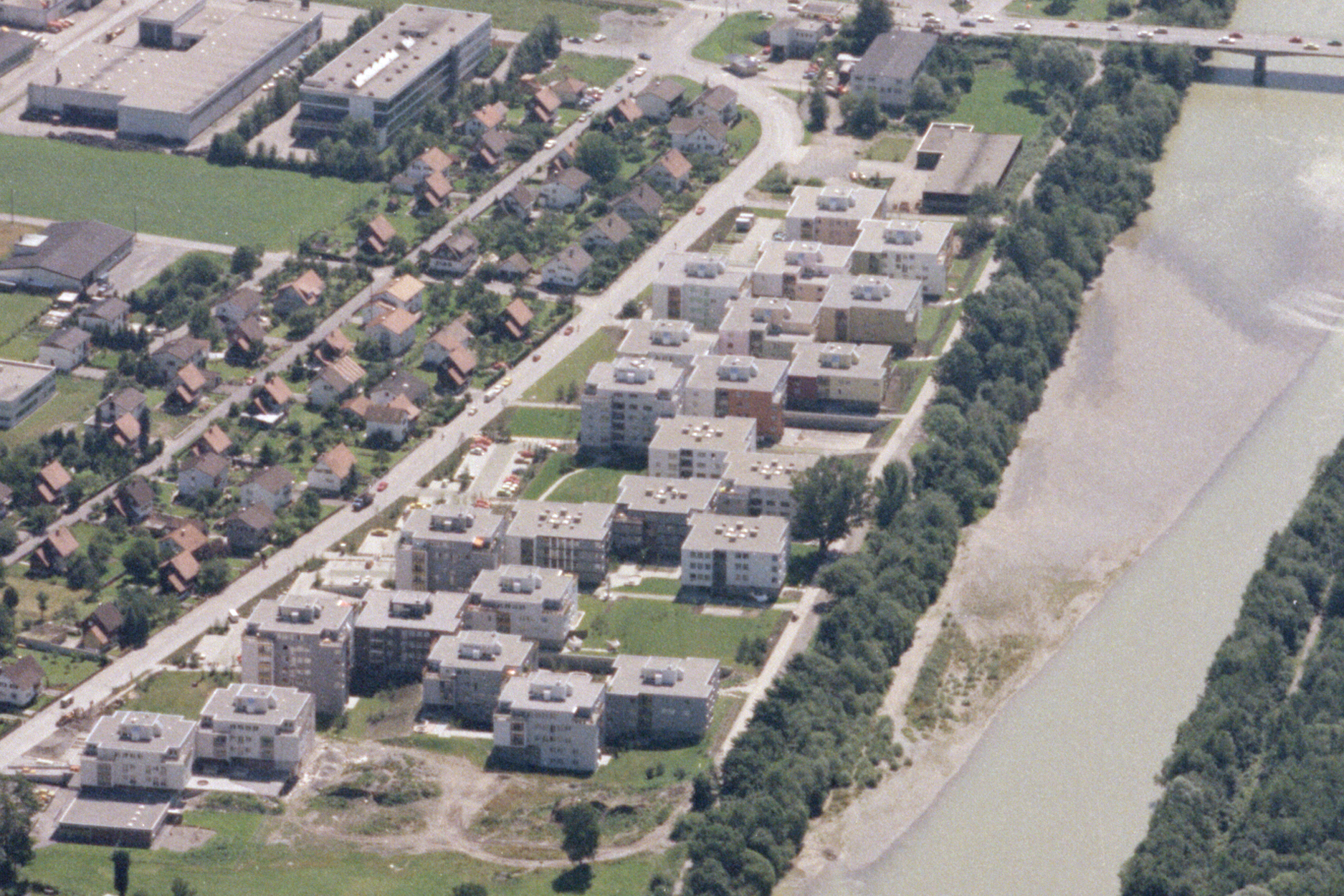
Luftaufnahme aus Blickrichtung des Bodensees (1977)

Die Achsiedlung ist eine Satellitenstadt entlang der Bregenzer Ach am Stadtrand von Bregenz in Vorarlberg. Die Wohnhausanlage ist bis heute eines der größten Siedlungsprojekte im Land Vorarlberg. Zur Zeit der Errichtung hatte sie rund 839 Wohnungen.

## Lagebeschreibung
Die Siedlung besteht aus etwa 50 Gebäuden und wird im Südwesten durch die Bregenzer Ach begrenzt. Im Nordosten bildet die Achsiedlungsstraße die Grenze.

## Geschichte

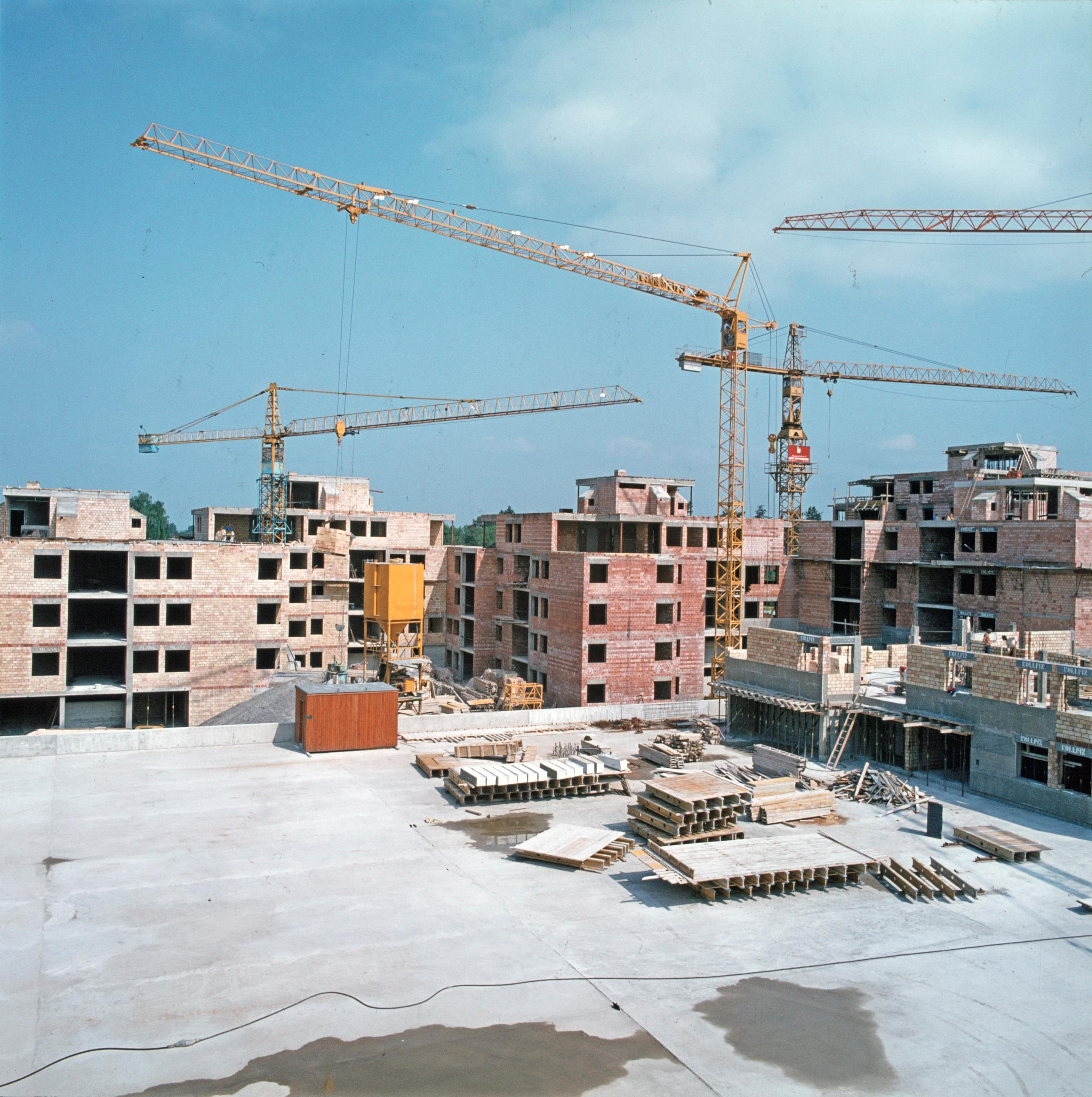
Baustelle der Achsiedlung im Jahr 1975

Das Bauprojekt geht auf einen zweistufigen städtebaulichen Wettbewerb zurück. Dieses Projekt aus den Jahren 1971 und 1972 wurde nach einem Entwurf von Jakob Albrecht, Gunter Wratzfeld und Eckhard Schulze-Fielitz entwickelt. Das Bauvorhaben wurde durch die Vogewosi, gemeinsam mit der BUWOG und der Wohngesellschaft der ÖBB umgesetzt und 1974 in Angriff genommen.
Während des ersten Bauabschnittes wurden 13 Bauwerke mit 242 Wohneinheiten verwirklicht sowie eine Tiefgarage mit 130 Autoabstellplätzen. Diese ersten Wohnungen wurden im Sommer 1976 an die Mieter vergeben.
Mitte 1977 war der zweite Bauabschnitt bezugsfertig und der dritte Bauabschnitt war im Rohbau fertiggestellt. Daneben wurden ein Supermarkt und ein Kindergarten errichtet.
Im Februar 1977 wurde die „Aktionsgemeinschaft Achsiedlung“, für Freizeitbeschäftigungen in der Achsiedlung gegründet.
Der vierte Abschnitt war im September 1980 bezugsfertig. Mit dem fünften Bauabschnitt wurde das bisher größte Siedlungsprojekt Vorarlbergs im Herbst 1982 fertiggestellt.
Im November 1995 wurde ein Siedlungsbüro eröffnet, das bei der Lösung von Problemen in der Siedlung helfen soll.

## Architektur
Die Siedlung besteht aus schachbrettartig versetzten Mehrfamilienhäusern mit untereinander verbundenen Innenhöfen. Die Loggien sind tief und verglast. Die Stiegenhäuser sind großzügig ausgeführt. Bemerkenswert ist die Aluminiumplastik „Kanon“ von Emil Gehrer aus dem Jahr 1977.